# Umbert de Cervelló
Umbert de Cervelló fou bisbe de Barcelona.
Tot i que altres historiadors en situen l'episcopat en dates diverses -Tarafa l'any 1071, Carbonel mort el 801, Diago successor de Berenguer l'any 1070- Flórez el situa governant el bisbat el 1069, basant-se en una escriptura en què conjuntament amb els canonges donà a Majacendo i al seu fill Guillem Berenguer, canonge, un alou al costat de Montjuïc, amb el cens d'una quantitat d'oli. Jeroni Paule i Diago diuen que era de la il·lustre família dels Alemany. Cedí al seu nebot Guerau Alemany el Castell de Gelida. Consta com a part en una venda d'un terreny i casa al costat de la Catedral i el palau comtal efectuada el 1078 a Bernat Udalard i la seva muller Persedia. Influí Umbert en la pau pública quan el 27 de maig de 1076 morí el comte Ramon Berenguer el Vell deixant dos fill Ramon Berenguer i Berenguer Ramon, fills de la seva segona muller Almodis, als quals deixà hereus per igual. El bisbe Umbert amb el de Girona i altres senyors del Principat, aconseguiren una partició del govern incloent inclús la seva residència al palau de Barcelona, vivint allí un des de vui dies abans de pentecosta fins vuit dies abans de nadal, anant un d'ells a viure a la casa de Bernat Ramon. Aquesta situació s'allargà fins al 1082 quan Ramon Berenguer Cap d'Estopes fou mort de camí cap a Girona, en un complot probablement instigat pel seu germà.